# Khvorovita
La khvorovita és un mineral de la classe dels silicats, que pertany al grup de la hialotequita. Rep el nom en honor de Pavel Vitalievich Khvorov (Павла Витальевича Хворова) (1965-), mineralogista rus de l'Institut de Mineralogia, branca Urals, de l'Acadèmia de Ciències de Rússia, per honrar la seva contribució a l'estudi de la mineralogia del massís Darai-Pioz.

## Característiques
La khvorovita és un ciclosilicat de fórmula química (Pb,Ba,K)₄Ca₂[Si₈B₂(Si,B)₂O28]F. Va ser aprovada com a espècie vàlida per l'Associació Mineralògica Internacional l'any 2014. Cristal·litza en el sistema triclínic. La seva duresa a l'escala de Mohs es troba entre 5 i 5,5.

## Formació i jaciments
Va ser descoberta a la Glacera Darai-Pioz, a les muntanyes Alai de la serralada Tien Shan, a la Regió sota subordinació republicana (Tadjikistan). Es tracta de l'únic indret de tot el planeta on ha estat descrita aquesta espècie mineral.